# Марко Мота
Марко Мота (Marco Motta) е италиански футболист, защитник. Започва своята професионална кариера през 2004 г. в отбора на Аталанта, за които изиграва 19 шампионатни мача и 3 за Купата. Следващият сезон преминава в отбора на Удинезе, с които дебютира на европейски ниво срещу Вердер Бремен. През сезон 2007/2008 е отдаден под наем на Торино. След това изкарва сезон и полувина в Рома, където впечатлява със своята бързина и техника. Тогавашният наставник на Рома Лучано Спалети го налага като титулярен десен бек. След престой под наем Рома купуват половината права и стават съсобственици с Удинезе за неговите права, но през сезон 2009/2010 за треньор на Рома е назначен Клаудио Раниери и Мота губи титулярната си позиция. След края на сезона Удинезе спечелва закритото наддаване за неговите права за 1,5 млн. евро, а впоследвие на 5 юли преминава под наем в Ювентус за сезон 2010/2011, като договорът с Ювентус гласи че за наема струва 1,25 млн. евро, а за закупуването на Мота от Юве трябва да доплатят още 3,75 млн. евро.